# Donus isabellinus
Donus isabellinus é uma espécie de insetos coleópteros polífagos pertencente à família Curculionidae.

A autoridade científica da espécie é Boheman, tendo sido descrita no ano de 1834.
Trata-se de uma espécie presente no território português.